# Лопатино (Таруський район)
Лопатино (рос. Лопатино) — село в Таруському районі Калузької області Російської Федерації.
Населення становить 815 осіб. Входить до складу муніципального утворення Село Лопатино.

## Історія
Від 2004 року входить до складу муніципального утворення Село Лопатино

## Населення
| 2002 | 2010 |
| ---- | ---- |
| 918  | ↘815 |